# Parque natural Dumbrava Sibiului
El parque natural Dumbrava Sibiului (en rumano: Parcul Natural Dumbrava Sibiului) (categoría de parque natural V UICN) es un área protegida situada en el centro de Rumanía, en el condado de Sibiu, en el territorio administrativo de la ciudad de Sibiu.

## Descripción
El parque natural de Dumbrava Sibiului fue declarado área natural protegida por la Ley número 5, de 6 de marzo de 2000. Consta de una zona forestal (Bosque de Dumbrava) atravesada por el río Cibin, que forma en su curso tres lagos de tipo antrópico.
El parque natural era un lugar de paseo preferido por los habitantes de Sibiu ya en el siglo XVIII. Hoy en día es conocido por el complejo del Museo Nacional ASTRA. También se puede ver desde allí la desaparecida línea de tranvía que conectaba Sibiu con Rasinari. El Cementerio Municipal, inaugurado en 1907, se encuentra en el lado sur del bosque del parque.

## Flora y fauna

### Vegetación forestal

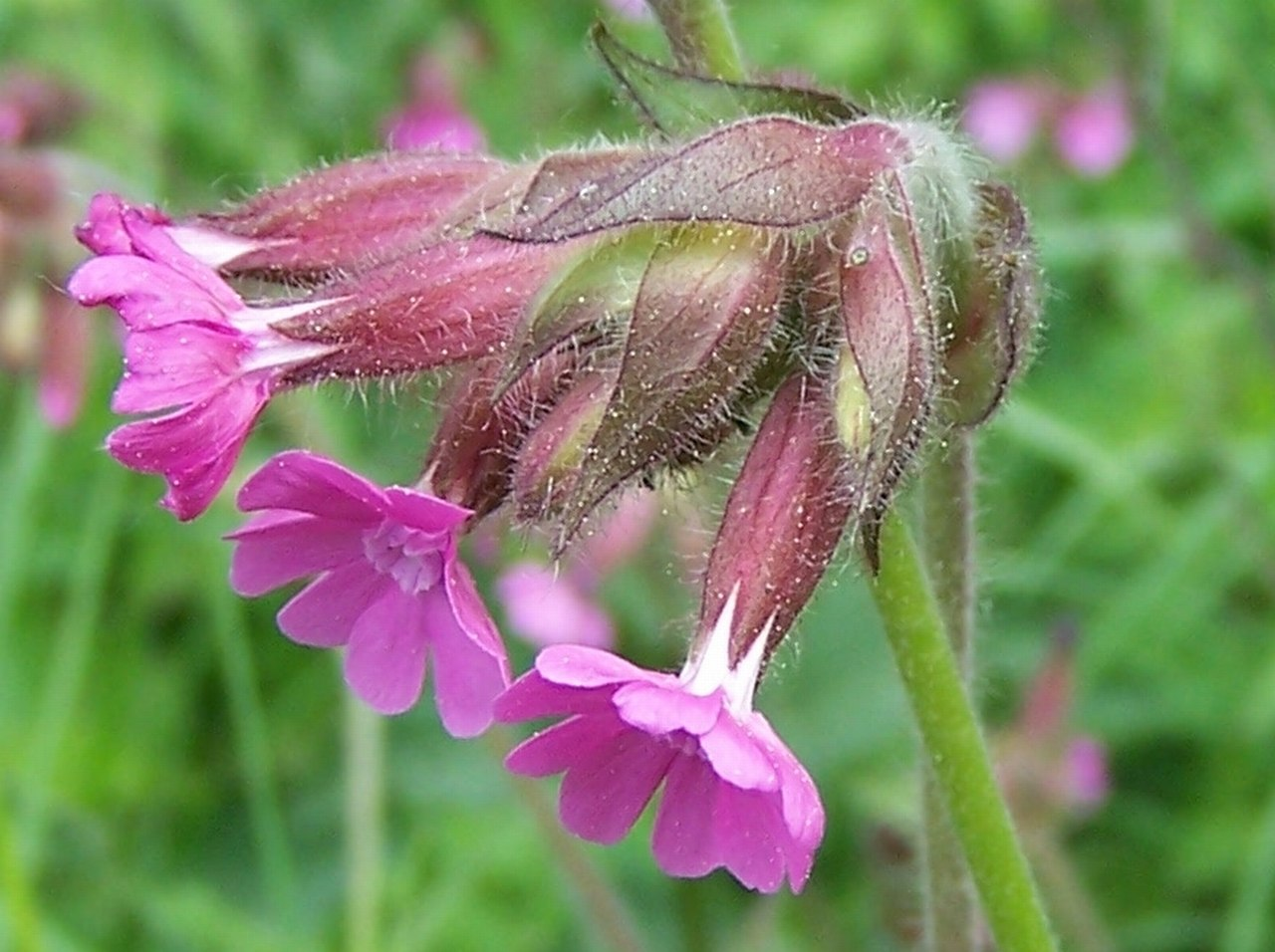
Silene dioica

- Especies de árboles: roble común (Quercus robur), roble albar (Quercus petraea), carpe (Carpinus betulus), olmo (Ulmus), arce común (Acer campestre), haya (Fagus sylvatica), tilo (Tilia), pino (Pinus);
- Especies de arbustos: espino común, aligustre común (Ligustrum vulgare), rosa canina, espino aliso (Rhamnus frangula), espino negro (Prunus spinosa).
- Especies herbáceas: hierba de los sauces (Epilobium hirstum), lechuga mural (Lactuca muralis), campión rojo (Melandium rubrum), azafrán de otoño (Colchicum autumnale).[5]

### Fauna

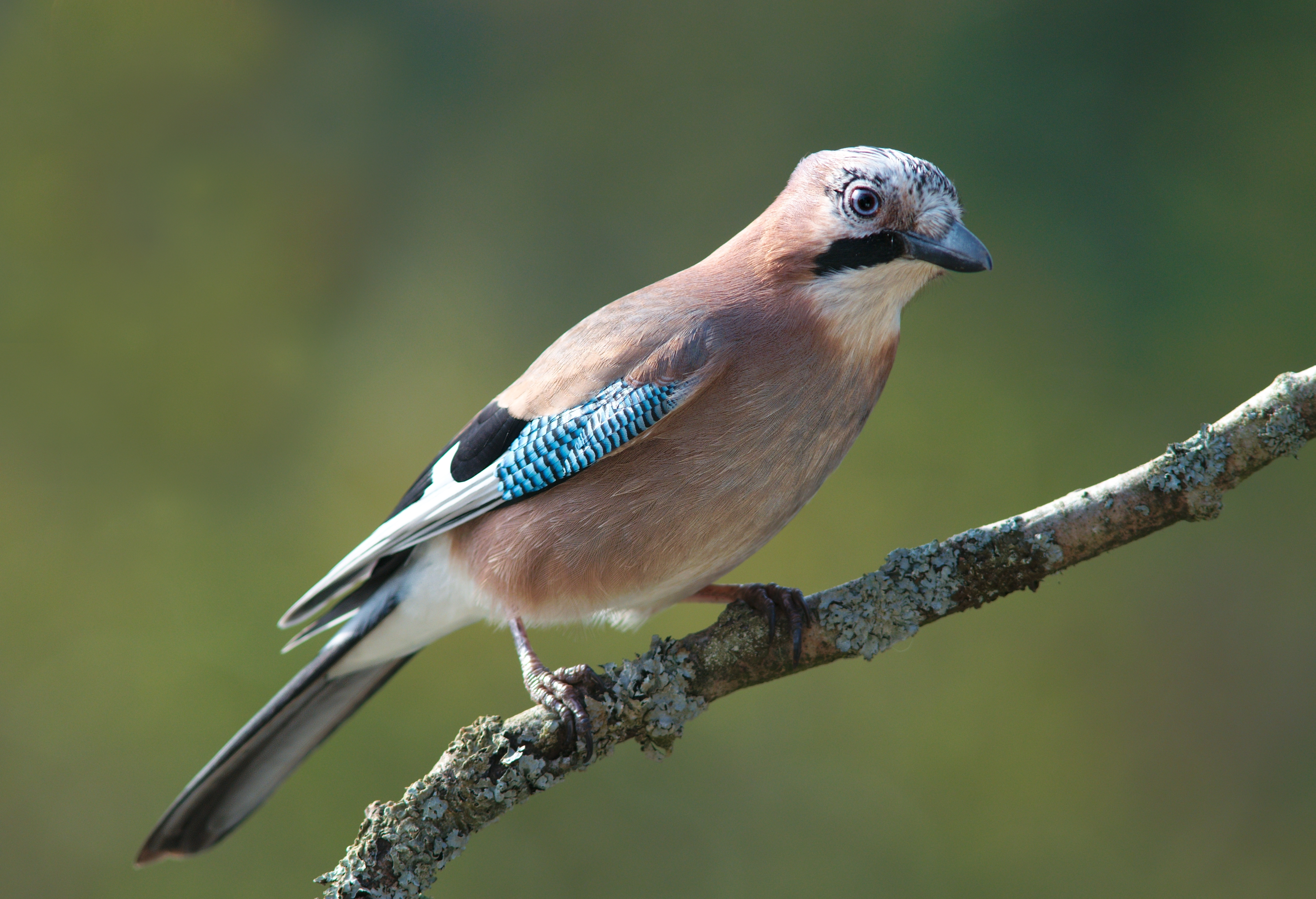
Arrendajo euroasiático

- Especies de mamíferos: corzo (Capreolus capreolus), zorro (Vulpes vulpes), jabalí (Sus scrofa), ardilla (Sciurus carolinensis);
- Especies de aves: gorrión (en la familia Emberizidae), arrendajo euroasiático (Garrulus glandarius), pájaro carpintero (familia Picidae), mirlo (Turdus merula), pinzón común (Fringilla coelebs), tórtola (Streptopelia turtur), cuervo común (Corvus corax), cuco común (Cuculus canorus).[6]

## Galería

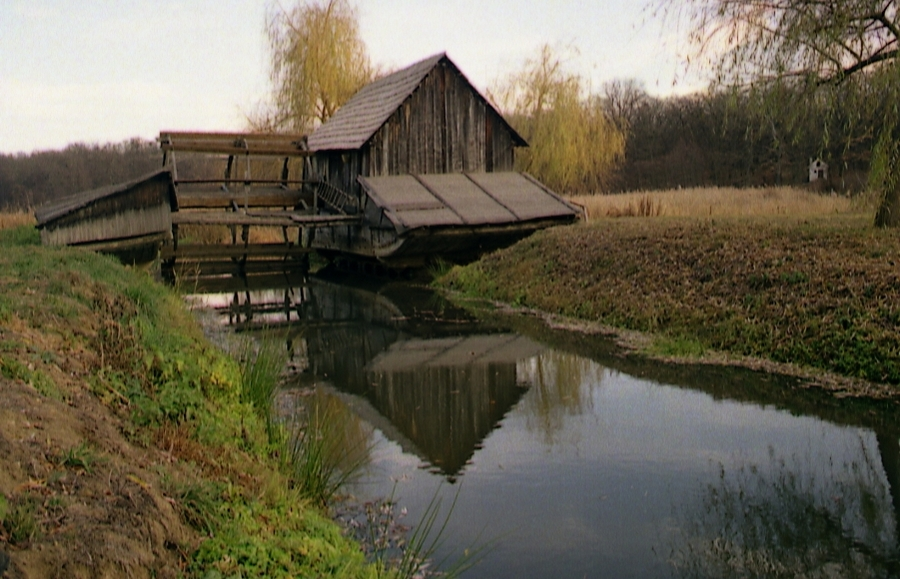
Village Museum
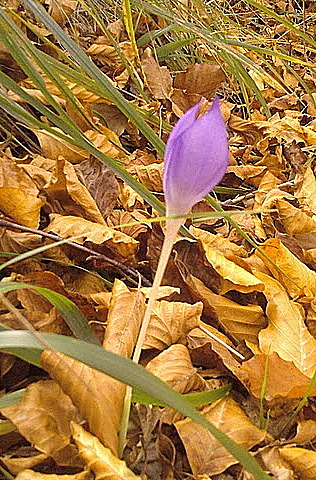
Colchicum autumnale
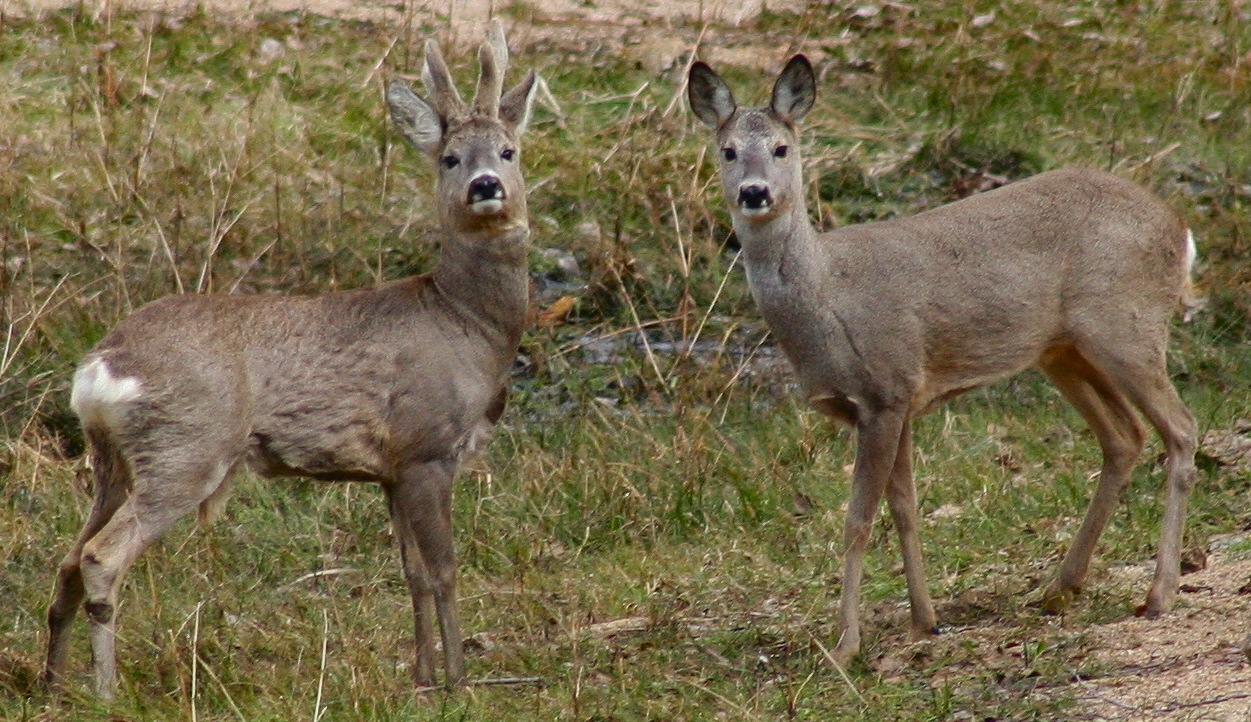
Corzo macho y hembra

- Datos: Q5313744